# Pau Pi
Pau Pi fou un personatge radiofònic infantil creat pel locutor Enric Casademont i Aymerich qui després d'acabar la guerra civil espanyola va treballar a Ràdio Girona. Es tractava d'un vailet entremaliat però educat que parlava amb moltíssima gràcia i veu d'angelet del seu pare, de la seva mare, del seu germanet Sendo, de la seva germana Montserrat i del xicot d'aquesta, el Pitu, oferint una visió entendridora d'alguns aspectes de la vida dels adults.
El 2 d'octubre de 1950 es va estrenar a Ràdio Barcelona, on es va fer cèlebre al costat de la locutora Pilar Montero. Hom pretenia recuperar la popularitat que havia tingut el Míliu de Toreski. El seu èxit va fer que en una sola emissió del programa es poguessin recollir més d'un milió de pessetes el 1957. Li fou atorgat un dels Premis Ondas 1955. Quan Enric Casademont va marxar a Radio España de Barcelona l'emissora es va quedar amb els drets del personatge, que fou interpretat pel ventríloc Miguel Ángel Cos Boada fins al 1968.
El 1954 el mestre Arcadi Margarit i Casadevall li va dedicar la sardana El patufet Pau Pi.